# Нуної Рьосуке
Нуної Рьосуке (18 січня 1909 — 21 липня 1945) — колишній японський тенісист.
Найвищим досягненням на турнірах Великого шолома був фінал в парному розряді.

## Фінали турнірів Великого шолома

### Парний розряд: 1 (0–1)
| Результат | Рік  | Турнір               | Покриття | Партнер    | Суперники                | Рахунок            |
| --------- | ---- | -------------------- | -------- | ---------- | ------------------------ | ------------------ |
| Поразка   | 1933 | Вімблдонський турнір | Трава    | Дзіро Сато | Жан Боротра Жак Брюньйон | 6–4, 3–6, 3–6, 5–7 |